# شهرستان پسترچینسکی
شهرستان پسترچینسکی (به لاتین: Pestrechinsky District) یک شهرستان در روسیه است که در تاتارستان واقع شده‌است.